# Alció del paradís nimfa
L'alció del paradís nimfa (Tanysiptera nympha) és una espècie d'ocell de la família dels alcedínids (Alcedinidae) que habita boscos de les terres baixes i manglars de l'oest i nord-est de Nova Guinea.